# Batchelor (Australia)
Batchelor – miejscowość na obszarze Terytorium Północnego w Australii, w odległości 98 km na południe od Darwin. Nazwa miejsca pochodzi od nazwiska australijskiego polityka Lee Batchelora. Miejscowość położona na obrzeżach parku narodowego Litchfield.